# Don’t Postpone Joy!
Don’t Postpone Joy! (englisch für „Verschiebe die Freude nicht!“) ist ein Jazzalbum von Joe McPhee und seinem Trio Survival Unit III. Die am 4. November 2005 auf dem Festival Tradizione in Movimento im Sala Vanni in Florenz entstandenen Aufnahmen erschienen 2006 auf dem italienischen Label Rai Trade.

## Hintergrund
Die Gründung des Kerntrios, bekannt als Survival Unit I, wurde von Joe McPhee in den späten 1960er-Jahren verwirklicht, ausgelöst durch Themen rund um soziale Ungerechtigkeiten und dem Vietnamkrieg. 1971 veröffentlichte Joe McPhee Trinity, das erste Album mit seiner Formation Survival Unit II, mit einem basslosen Trio (mit Harold E. Smith und Mike Kull), später folgte NYNY 1971, veröffentlicht bei HatHut Records im Jahr 2006. Es folgte Joe McPhees Survival Unit III, mit Fred Lonberg-Holm am Cello und Michael Zerang als Perkussionist.
Die beiden Stücke „Variations on Harriett“ und „Variations on Nation Time“ stammten von seinen ersten Alben Underground Railroad (1969) und Nation Time (1971). Bereits auf der McPhee-Veröffentlichung von 2005, Remembrance war „Variations on Remembrance“ zu finden. „Feather Exchange“ ist eine Komposition von Fred Lonberg-Holm.

## Titelliste
- Joe McPhee Unit III: Don’t Postpone Joy! (Rai Trade – RTPJ 0006)[2]

1. Variations on Harriett 27:26
2. Feather Exchange (Fred Lonberg-Holm) 15:08
3. Variations on Nation Time 16:23
4. Variations on Remembrance 19:28

Wenn nicht anders vermerkt, stammen die Kompositionen von Joe McPhee.

## Rezeption
Nach Ansicht von Glenn Astarita, der das Album in All About Jazz rezensierte, erzeugten McPhee und seine Kameraden einen Ausdruck des Expressionismus, der sich in gewisser Weise auf der Missachtung des Planeten und den Bedenken hinsichtlich der menschlichen Zukunft bezieht. Mit der asymmetrischen rhythmischen Unterstützung des Perkussionisten Michael Zerang werde das Rückgrat für McPhees Taschentrompete und Tenorsaxophon gestützt, während der Cellist Fred Lonberg-Holm das untere Ende des Registers beschwingt handhabe und gleichzeitig als Gegenpart für den Bandleader diene. „Wir sind alle Überlebende“, und vielleicht sei die Botschaft hier, dass wir unseren individuellen Stimmen Gehör verschaffen und nicht zurückhaltend werden müssen, wenn die Dinge schiefgehen, so der Autor. McPhee und seine Bandkollegen würden einen spirituellen Reinigungsprozess durchführen, der von lebendigen Dialogen und vielschichtigen Texturen nur so wimmele. Die sei „ein ereignisreiches und unbestreitbar überzeugendes Hörerlebnis.“